# Quethiock
Quethiock (in lingua cornica: Gwydhek) è un villaggio e parrocchia civile della contea inglese della Cornovaglia (Inghilterra sud-occidentale), facente parte del distretto di Caradon. Conta una popolazione di circa 400 abitanti.

## Geografia fisica
Quethiock si trova a pochi chilometri ad est di Liskeard, tra le località di Menhenlot e Pillaton (rispettivamente a nord-est della prima e ad ovest della seconda).

## Origini del nome
Il toponimo in lingua cornica Gwydhek (anticamente: Cruetheke) significa letteralmente "luogo boscoso".

## Monumenti e luoghi d'interesse

### Architetture religiose
- Chiesa di Sant'Ugo[4]

## Società

### Evoluzione demografica
Al censimento del 2001, la parrocchia civile di Quethiock contava una popolazione pari a 429 a abitanti, di cui 222 erano donne e 207 erano uomini.

## Geografia antropica

### Suddivisioni amministrative
Villaggi
- Quethiock
- Churchtown
- Trehunest
- Blunts